# ضبط میدانی

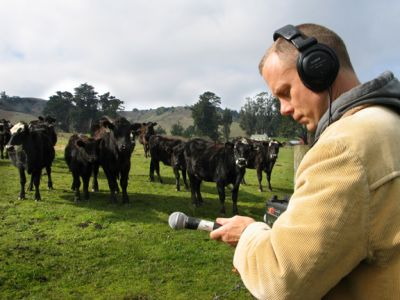
ام سی اشمیت از Matmos در حال ضبط نمونه‌های صوتی گاو برای آلبوم 2006 خود

ضبط میدانی اصطلاحی است که برای ضبط صوتی تولید شده در خارج از یک استودیوی ضبط استفاده می‌شود و این اصطلاح برای ضبط صداهای طبیعی و تولید شده توسط انسان به کار می‌رود. همچنین برای ضبط صدا مانند میدان های الکترومغناطیسی یا ارتعاشات با استفاده از میکروفون های مختلف مانند آنتن مغناطیسی غیرفعال برای ضبط های الکترومغناطیسی یا میکروفون های تماسی اعمال می شود. برای ضبط میدانی زیر آب، یک ضبط صحرایی از هیدروفون برای ضبط صداها و/یا حرکات نهنگ ها یا دیگر موجودات آبزی استفاده می کند. این ضبط ها برای طراحان صدا بسیار مفید است.

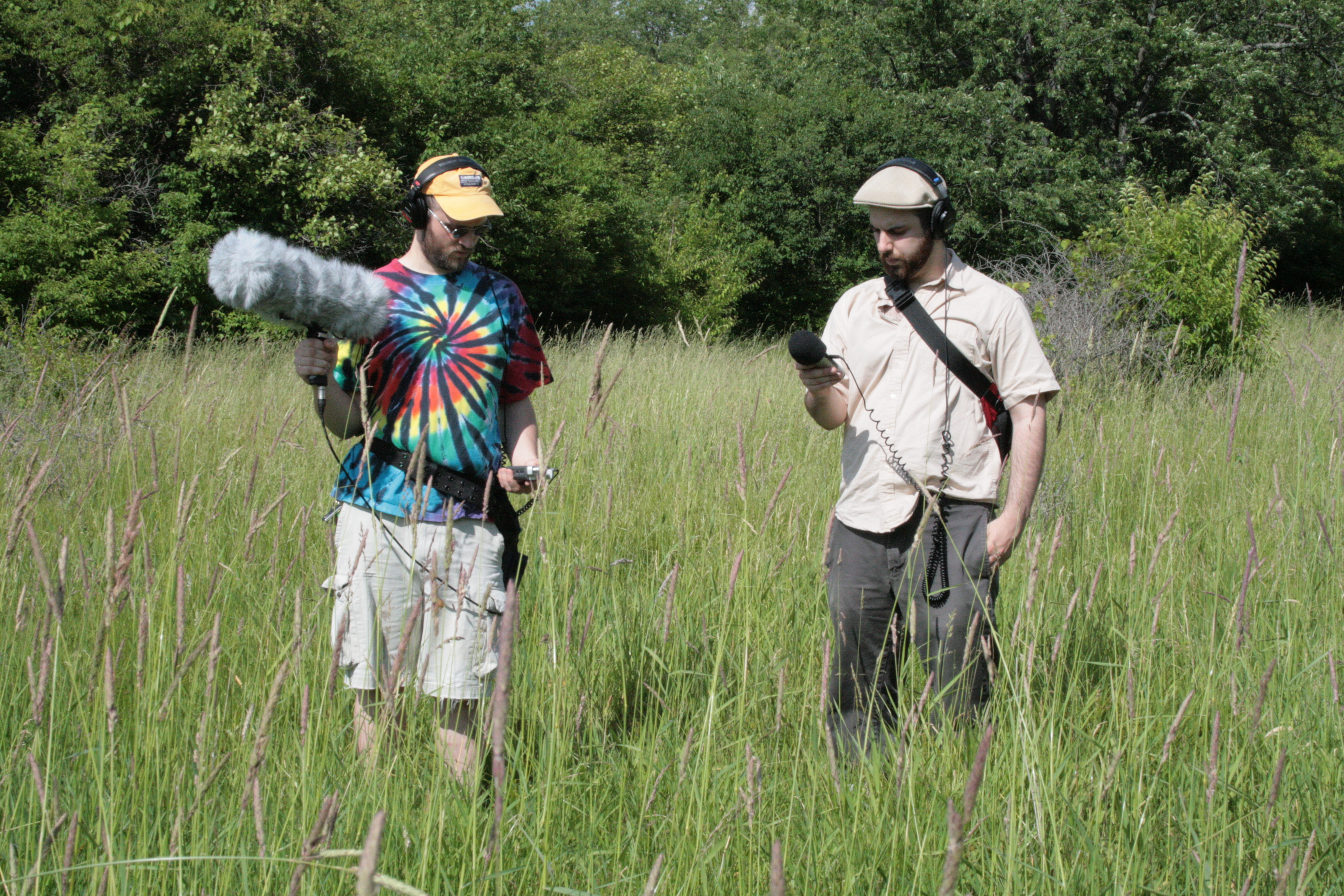
دو نفر در حال ضبط اکوآکوستیک در این زمینه.

ضبط میدانی ابزار مهمی در زیست‌آوایی و زیست‌موسیقی‌شناسی است که بیشتر در پژوهش‌های آواز پرندگان انجام می‌شود. جانوران در طبیعت می‌توانند صداهای بسیار متفاوتی نسبت به جانوران در اسارت نشان دهند. سر و صدای پیرامونی در محیط‌های شهری نیز نشان داده است که صدای جمعیت پرندگان محلی را تغییر می‌دهد.